# Петрецово (Алферовское сельское поселение)
Петрецово — деревня в Калязинском районе Тверской области. Входит в состав Алфёровского сельского поселения.

## География
Находится в юго-восточной части Тверской области на расстоянии приблизительно 5 км на юг по прямой от районного центра города Калязин.

## История
Была отмечена на карте 1825 года. В 1859 году здесь (тогда деревня Калязинского уезда Тверской губернии) было учтено 39 дворов, в 1941 — 75, в 1978 —48 .

## Население
Численность населения: 295 человек (1859 год), 24 (русские 96 %) в 2002 году, 13 в 2010.